# Chavturia
Chavturia is een geslacht van kreeftachtigen uit de klasse van de Ostracoda (mosselkreeftjes).

## Soort
- Chavturia abyssopelagica Angel, 2013